# Saint-Jean-de-Maurienne
Saint-Jean-de-Maurienne és un municipi francès, situat al departament de la Savoia i a la regió d'Alvèrnia-Roine-Alps.